# 上坂吉則
上坂 吉則（うえさか よしのり、1936年3月31日 - 2019年7月20日）は、日本の情報工学者。東京理科大学名誉教授。元山梨英和大学副学長。元視聴覚情報研究会会長。

## 人物・経歴
1959年名古屋工業大学工学部電気工学科卒業、NHK放送科学基礎研究所入所。1970年東北大学工学博士。1973年金沢大学工学部教授。1979年東京理科大学工学部情報科学科教授。退職後、東京理科大学名誉教授、山梨英和大学教授、山梨英和大学副学長、山梨英和大学特任教授、山梨英和大学顧問、山梨英和大学非常勤講師を歴任。1993年から2001年まで視聴覚情報研究会会長。

## 著作
- 『パターン認識と学習の理論』総合図書 1971年
- 『情報数学の基礎』培風館 1977年
- 『パソコンで学ぶパターン認識と図形処理』文一総合出版 1984年
- 『BASICによる情報数学』東京理科大学出版会 1985年
- 『入門線形代数』近代科学社 1987年
- 『入門TURBO Pascal』近代科学社 1988年
- 『パターン認識と学習のアルゴリズム』文一総合出版 1990年
- 『ニューロコンピューティングの数学的基礎』近代科学社 1993年
- 『Mathematica数値数式プログラミング』牧野書店 1997年
- 『量子コンピュータの基礎数理』コロナ社 2000年
- 『MATLABプログラミング入門』牧野書店 2000年
- 『Javaで楽しむプログラミング入門』牧野書店 2004年
- 『Javaで楽しむプログラミング応用』牧野書店 2006年
- 『MATLAB+Scilabプログラミング事典』ソフトバンククリエイティブ 2007年
- 『Scilabプログラミング入門』牧野書店 2010年
- 『VPythonプログラミング入門』牧野書店 2011年
- 『MATLAB可視化プログラミング』牧野書店 2013年